# 變形金剛：遠征
《變形金剛：地球火種 - 征戰》（英語：Transformers: Earthspark - Expedition）是一款3D第三人稱電腦遊戲，基於孩之寶（Hasbro）和多美的《變形金剛》系列，由西班牙團隊Tessera Studios開發，並由Outright Games進行全球發行。本遊戲在2023年10月13日在網路遊戲平台Steam上架。就世界觀而言，本作是基於2022年開播的變形金剛動畫系列《變形金剛：地球火種》的延伸作品。

## 劇情[3]
在動畫第一季的一段時間後，大黃蜂遭到蛛形機甲軍團的突襲，讓他和馬爾托一家開始考量到再造人東山再起的可能性。艾力克斯在農場對大黃蜂進行了一些複習性的訓練（讓玩家大致熟悉本作的操控方式）後，柯博文聯絡了大黃蜂、確認蛛形機甲的來源可以追蹤到一個廢棄的鬼影局基地。雖然發掘到柯博文的不對勁、大黃蜂還是和艾力克斯、地球金剛們前往調查。抵達廢棄的鬼影局基地後，地球金剛們開始復原舊基地的大部分功能、在他們進行對再造人的搜索中作為臨時指揮中心，不過其中的一個區域確實中無法進入。他們隨後發現再造人留下的語音訊息、聲稱他現在依然存活、並且建立了一隻機器人大軍、正在地球上挖掘古代賽博坦遺物、並嘲弄大黃峰等人可以試著阻止他。雖然考慮到圈套的可能性、大黃蜂還是以地表傳送門決定前往再造人傳送的座標進行調查。

### 峽谷路
在大黃蜂來到一段老舊峽谷路之後，他發現了一個大型挖掘場、並透過解除蛛形鑽洞機來解除再造人對此區域的控制，期間與受到心靈控制的鱷龍發生衝突，其對於大黃蜂顯示了充分的破壞欲。在大黃蜂擊敗鱷龍後，其警告大黃蜂、再造人對大黃蜂的計畫遠比精神控制糟糕的多。在大黃蜂破壞此區域的蛛形鑽洞機後後，再造人透過螢幕遠距離與大黃蜂對話、表示他滅絕賽博坦人的新計畫已經開始了。稍侯，柯博文向大黃蜂表示，他和其他變形金剛無法提供支援，因為蛛形機軍團正在全國各地肆虐。大黃蜂進入主要設施後、在下水道再次與鱷龍交戰，險勝後徹底擊倒他，並透過地表傳送門將其送回指揮中心囚禁。大黃蜂最後在地底找到了再造人正在尋找的賽博坦科技，是一個發光的立方體、在大黃蜂與之接觸時獲得了古代超能量體。儘管有不好的預感，大黃蜂依然將其帶回指揮中心。之後。柯博文透過影響確認，那是超能量體活化儀的部分構造，該儀器是狂派在戰爭期間研發的原型武器之一，能夠產生電磁脈衝、消滅機械形式的生命體，但已經被博派繳獲、分成三個部分以防止使用。在確認另外兩個部分尚未被挖掘出來後、柯博文命令大黃蜂前往再造人的下一組座標。

### 叢林堡壘
下一個座標在一片叢林中，再造人在一個古老的城堡中設置了句點。大黃蜂考慮到既然他們已經掌握其中一部份了，再造人是否不可能完整重建超能量活化儀，不過柯博文認為，再造人只要獲得其中一部份構造就可能透過其進行逆向工程，所以他們必須徹底收集三個構造才能阻止他。當大黃蜂摧毀再造人在此區的武裝力量並進入設施後，再造人再次嘲笑大黃蜂、表示他的計劃遠非他們所能了解的。大黃蜂之後遭到了再次被再造人心靈控制的鋼鎖的攻擊，最終大黃蜂成功制服他，並將其傳送回指揮中心內的牢房中、也順利獲得第二部分的構造，但他反而開始起疑、這一切進行的是否太過順理成章了，並在和艾力克斯討論時得知、柯博文感覺有些奇怪。大黃蜂最終決定前往下一組座標。

### 冰川山脈
大黃蜂抵達冰川山脈區域，並開始和再造人的武裝力量作戰，期間遭遇遭受心靈控制的新星風暴和天彎的攔截，大黃蜂暫時擊退他們並進入再造人此區域的主要設施、徹底擊敗再次出現的新星風暴與天彎、將其傳送回指揮中心牢房，並得到超能量體活化儀最後一部份的構造，但依然有種事情尚未結束的不祥預感。

### 指揮中心
在大黃蜂回到指揮中心後，艾力克斯告知他、舊的鬼影局中原先始終無法開啟的部分突然解鎖了，大黃蜂進入後，卻發現裡面竟然是啟動能量斧的柯博文，柯博文隨後以他的權限釋放了鱷龍、鋼鎖、新星風暴、天彎，並直取超能量體活化儀而來，在柯博文表示他是聽從再造人的命令後擊暈了大黃蜂。在大黃蜂清醒後，發現再造人以一台巨大的武裝蛛形鑽洞機出現，而柯博文正在守護一個建造中的超能量體活化儀。再造人向大黃蜂解釋了他的計畫：由於再造人自己的精神控制晶片會阻礙賽博坦人和古代超能量活化儀構造的火種連口，而他自己又沒有身體，所以他決定精神控制柯博文、並驅使大黃蜂為他收集這些構造、並以其他同樣受到精神控制的變形金剛打消大黃蜂的懷疑。
大黃蜂的古代超能量體耗盡了、也無法聯繫艾力克斯的情況，他獨自對抗柯博文和再造人。大黃蜂透過再次觸碰超能量體活化儀個構造恢復了新的能力，並成功摧毀了再造人的機器、停止了超能量體活化儀的建造。再造人試圖以其他受到控制的變形金剛對抗他，但艾力克斯和其他地球金剛抵達了，並用夜裟的裝置成功讓精神控制晶片失效。在再造人為了失敗的計畫發火時，大黃蜂以巨大的爆能槍射擊雖毀了再造人意識所在的巨大蛛形鑽動機。

### 結語
最後，柯博文與眾人都感謝大黃蜂再次拯救了所有人，並授予大黃蜂一枚賽博坦卓越勳章（Cybertronian Excellence Medal）。錘吉提到再造人的人工智慧意識透過網路逃跑並再次回歸的可能性，不過標籤認為基於指揮中心內糟糕的網路訊號，應該不必擔心這個問題。大黃蜂表示他會懷念這次的挑戰，不過艾力克斯告訴他、他已經全程記錄了大黃蜂的動態捕捉、並已經加入戰鬥模擬器中，大黃蜂可以隨時複習。最後所有人拍攝了一張慶祝性質的大合照。

## 角色
在配音方面，所有在動畫中以出場過的既存角色和動畫中的外觀設定大致上沒有差異，但是在配音部分幾乎都不是由電視動畫的原班人馬進行配音。以下僅列出英文版配音員。

### 玩家角色
- 大黃蜂(Bumblebee)，由喬‧齊哈(Joe Zieja)聲演，其也在先前的《變形金剛：賽博坦大戰三部曲》中為大黃蜂配音[4]。

本作主角，玩家操控的角色。在本作中引用了雷霆戰隊(The Wreckers)的著名口號：「Wreck and Ruin」，當時被硬蕊質疑他使用了其他人的台詞、大黃蜂則表示只有沒有人知道就好，或許暗示了本世界觀中雷霆戰隊的存在。

### 地球金剛(Terren)
在第一季動畫中、在地球誕生的變形金剛，在本作中出現在各區域提供不同的支線任務。
- 推奇(Twich)，由法拉‧利許(Farah Rishi)聲演

變形為無人機。在三個區域均有出現、提供和大黃蜂進行競速的支線任務。
- 錘吉(Thrath)，由克里斯‧隆恩(Chris Long)聲演

變形為摩托車。在三個區域均有出現、提供大黃蜂消滅特定區域敵人的支線任務。
- 標籤(Hashtag)，由勞倫‧魏斯曼(Lauren Weisman)聲演

變形為鬼影局的廂型車。在叢林堡壘和冰川山脈的區域出現，提供大黃蜂護衛自己完成對特定區域掃描的支線任務。提到指揮中心的訊號很差。
- 硬蕊(Jawbreaker)，由比爾‧羅傑斯(Bill Rogers)聲演

變形為冥河龍。在叢林堡壘和冰川山脈的區域出現，提供大黃蜂護衛訊號發射台的支線任務。
- 夜裟(Nightshade)，由阿倫‧蘭登(Aaron Landon)聲演

變形為貓頭鷹。在三個區域均有出現、提供大黃蜂尋找地圖儀的支線任務。在劇情最後破解再造人的心靈控制晶片。

### 馬爾托家(Maltos)
在本世界觀中收養地球金剛的人類家庭。
- 艾力克斯(Alex)，由艾力克斯‧克力斯坦(Alex Christian)聲演

馬爾托家的爸爸，大黃蜂的粉絲、有許多大黃蜂的相關周邊產品。在本作中持續和大黃蜂進行對話，並會在指揮中心為大黃蜂進行任務提示。
- 羅比(Robby)，由約書亞‧伊凡斯(Joushua Evans)聲演

馬爾托家的長子，在本作一開始前情提要第一季動畫的劇情。
- 茉茉(Mo)，由圖尼夏‧哈迪森(Tunisia Hardison)聲演

馬爾托家的么女，在本作一開始前情提要第一季動畫的劇情。
- 桃樂絲(Drothy)

馬爾托家的媽媽，前鬼影局特工，僅在艾力克斯的台詞中出現。

### 博派(Autobot)
- 柯博文(Optimus Prime)，由比爾‧羅傑斯聲演

博派領袖，變形為紅色曳引長鼻卡車。在故事開始前的某個時間點被再造人的心靈控制晶片控制，在本作故事開始的時間點聯絡大黃蜂並發布任務，在過程中持續和大黃蜂交談、鼓勵他，並提供再造人的位置座標。但是在三個區域都完成後、揭露他其實一直都藏在指揮中心裡被鎖死的區域、並擊暈大黃蜂。在大黃蜂清醒後、在再造人的控制下和大黃蜂交戰、因為缺乏本人個性的不屈不撓和勇氣而較平時來的弱。最後順利解除心靈控制、並頒發賽博坦榮譽勳章給大黃蜂。
- 鋼鎖(Grimlock)，由貝倫‧貝斯(Barren Bass)聲演

博派成員，變形成巨型機械暴龍。在故事開始前的某個時間點被再造人的心靈控制晶片控制，在叢林堡壘的區域擔任區域頭目、最後順利解除心靈控制、在柯博文頒發榮譽勳章給大黃蜂和地球金剛們時，負責捧著勳章盒子。
- 雅希(Arcee)

僅在艾力克斯和大黃蜂的對話中提及，艾力克斯質疑大黃蜂使用了雅希所製作的手冊中的招式。

### 狂派(Decepticons)
- 密卡登(Megatron)

前狂派領袖，在第一季的動畫中已經改邪歸正、和博派一起合作。僅在柯博文的台詞中提及，當時柯博文聲稱提到他們正在一起對抗再造人刻意在全球區域釋放出的蛛形機軍團。不過因為玩家之後會發現柯博文此時已經被再造人控制了，所以該訊息是否屬實仍不得而知。
- 鱷龍(Skullcruncher)，由貝倫‧貝斯聲演

前狂派成員，變形成巨型機械鱷魚。在故事開始前的某個時間點被再造人的心靈控制晶片控制，擔任峽谷路區域的區域頭目。最後順利解除心靈控制。在動畫中沒有台詞，在本電玩作品中是第一次說話。
- 新星風暴(Nova Storm)，由艾莉克絲‧卡薩拉斯(Alex Cazares)聲演

追跡者之一，變形為黃色戰鬥機。在故事開始前的某個時間點被再造人的心靈控制晶片控制，但天彎一起擔任冰川山脈區域的區域頭目。最後順利解除心靈控制。
- 天彎(Skywarp)，由艾莉克絲‧卡薩拉斯聲演

追跡者之一，變形為紫色戰鬥機。在故事開始前的某個時間點被再造人的心靈控制晶片控制，但新星風暴一起擔任冰川山脈區域的區域頭目。最後順利解除心靈控制。
- 狼蛛(Tarantulas)

僅在夜裟的對話中提及、他認為其有可能叢林堡壘區域中出現，不過最終玩家並沒有遇到他。

### 再造人勢力(Mandroid)
- 再造人A.I(Mandroid)，由比爾‧羅傑斯聲演

再造人本人的意識備份，在故事前成功製造出大量的機器人軍隊、並控制部分變形金剛、在地球各地設置礦場、成功挖掘到超能量體活化儀的三個零件，但是因為需要未受到心靈控制的賽博坦人觸碰才能成功啟動超能量體活化儀、而制定此計畫、設局讓大黃蜂觸碰三個零件、成功啟動超能量體活化儀。
在大黃蜂成功觸碰並啟動超能量體活化儀的三個零件後、在指揮中心出現，在柯博文和大黃蜂戰鬥時操控著一個強化武裝版本的蛛形鑽洞機提供遠程武器支援。
在本作中使用的心靈控制晶片較動畫第一季末的版本更為進步、被控制的變形金剛雖然可以知道自己被控制、但仍會不由自主的聽從再造人的命令、還可以與大黃蜂進行對話。
- 雇傭兵(Mercenaries)

再造人打造的機器士兵之一，以能量刀械作為武器，在三個區域均有出現。其強化形機體「雇傭防守者」作為峽谷路第一個蛛形鑽洞機的小頭目。
以動畫中詐騙的動畫模組為基底。
- 槍手(Gunners)

再造人打造的機器士兵之一，機體以綠色為主，以雷射槍和火箭炮作為武器，在三個區域均有出現。其強化形機體「槍手防守者」作為峽谷路第二個蛛形鑽洞機的小頭目。
- 掠奪者(Marauders)

再造人打造的機器士兵之一，機體以深藍色為主，以手爪作為武器進行快速攻擊，在三個區域均有出現。其強化形機體「掠奪防守者」作為冰川山脈第一個蛛形鑽洞機的小頭目。
- 暴徒(Brutes)

再造人打造的機器士兵之一，機體以紅色為主，以大槌作為主要武器，在叢林堡壘和冰川山脈區域出現。
- 守護者(Guardians)

再造人打造的機器士兵之一，機體以白色為主，以能量護盾和雷射槍作為主要武器，在叢林堡壘和冰川山脈區域出現。必需先以大黃蜂的雷射槍擊破其能量護盾才能對其造成傷害。
- 神秘客(Mystics)

再造人打造的機器士兵之一，以迴旋飛刀作為主要武器、能對特定區域造成攻擊，在冰川山脈區域出現。其強化形機體「神秘防守者」作為冰川山脈區域最後一個蛛形鑽洞機的小頭目。
- 蛛形鑽洞機(Arachnadrills)

再造人打造的巨大鑽洞機，在三個區域均有出現，在每個區域大致上有兩到三座、不斷挖掘地底，必須擊敗其周圍的敵人和「防守者」後才能破壞鑽洞機的發電機，每個區域必須在摧毀所有發電機後才可以進入該區域再造人的主要設施。
再造人的備份意識在最後出現時、便是以一個強化武裝版的蛛形鑽洞機出現。

## 玩法[5]
在本作中，玩家控制大黃蜂在車輛和機器人模式之間自由轉換，同時探索三個不同的區域：峽谷路(Canyon Road)、叢林堡壘(Jungle Citadel)和冰川山脈(Glacial Mountain)。 透過完成區域地圖上的所有目標─例如消滅特定物品、摧毀敵人營地等等─大黃蜂會逐步從再造人手中奪回對該區域的控制權，奪回一定程度的控制權時，玩家將能夠進入再造人在該區域的主要設施、和該區域的頭目對戰、擊敗後可以前往下一區域，同時也可以返回該區域完成先前未完成的目標。

### 支線任務(side missions)
本作中的新角色地球金剛會在不同區域提供大黃蜂支線任務，像是競速、尋找特定物品、清除該區域的全部敵人、互為目標等等、玩家依照剩餘時間、花費時間、護衛目標血量等等不同方式獲得金、銀、或是銅的排名、依序可以獲得不同數量的獎勵。每個區域也散布一些收藏品，像是卡牌或是符文等等。

### 戰鬥
在戰鬥中，大黃蜂可以使用「物理攻擊」和「爆能槍」兩種不同的攻擊擊倒對手，也可以進行防禦性閃避。 不斷攻擊會消耗敵人的暈眩槽(stun gauge)，一旦完全耗盡、敵人會暫時被擊暈、更容易攻擊。

### 指揮中心
在故事劇情初期、柯博文會要求大黃蜂前去探勘一個廢棄的鬼影局基地，之後其他地球金剛也會抵達該基地、夜裟會將大部分的設施和功能恢復、並成為本作行動的指揮中心。其中有一個無法進入的房間，是因為再造人控制柯博文在那個房間對大黃蜂發號施令，而整座指揮中心的網路訊號很差則是因為再造人不希望其他變形金剛可以聯繫到大黃蜂、以免陰謀被發現，但最後也因為訊號很差而讓再造人的意識無法以網際網路逃跑。
在遊玩過程中，玩家可以不時回到指揮中心、修改大黃蜂的一些外觀設定、或是消耗資源進行升級、也可以在訓練室進行訓練、測試不同的攻擊模式。在指揮中心也可以透過傳送門在不同的區域間往返，可以探索先前探索過的區域，不過如果尚未摧毀前一個區域的再造人主要設施、無法先行前往下一個區域。

### 資源與升級
透過擊敗敵人和打破地圖中的木箱，玩家可以收集廢金屬，這些廢金屬可以用來解鎖大黃蜂在技能樹上的新攻擊方式、特殊攻擊、能力。也可以購買消耗性的物品，像是可以迅速恢復生命值的回血套件(health kits)、短時間增強攻擊力或是防禦力的增強套件(boost kits)。每個區域的最後、大黃蜂可以透過接觸超能量體活化儀的零件(Energon Activator components)獲得古代超能量體(Ancient Energon)，並增加一種新的移動手段、使他能夠抵達原先無法到達的地區，鼓勵玩家回到先前已經完成的區域中、探索先前無法抵達的部分地區、取得一些先前無法取得的物品、像是收藏卡等等。

### 客製化外觀
玩家可以在指揮中心購買大黃蜂在車輛模式下的特殊喇叭音效和能量噴射動畫。